# Église Saint-Julien d'Arches
Pour les articles homonymes, voir église Saint-Julien.
L'église Saint-Julien est une église située en France sur la commune d'Arches (Cantal), en région Auvergne-Rhône-Alpes.

## Historique
L’église date du XIIe siècle et possède une cloche en bronze datant de 1630.

### Protection
L'ancien donjon servant de clocher est inscrit au titre des monuments historiques par arrêté du 21 juin 1927.